# 蔣濟
蔣濟（2世纪？—249年5月18日），字子通。楚國平阿（今安徽省怀远县）人。東漢末及三國時曹魏名臣，官至太尉。

## 生平

### 助保江淮
蔣濟少時與胡質及朱績在江淮地區知名，曾任楚國計吏，後轉任揚州別駕。建安十三年（208年），孫權發動第一次合肥之戰，當時曹操派張喜領兵救援，但因疫病而誤期。等候一個多月後，蔣濟假稱收到張喜的書信，說張喜快到，並故意讓孫權獲得書簡。孫權中計，於是撤軍，成功為合肥解圍。
十四年（209年）蔣濟為揚州出使到譙縣，曹操見蔣濟時，向他透露打算遷徙淮南的民眾，詢問蔣的意見；蔣濟雖然認同孫權會乘著曹操在赤壁之戰兵力大耗而擄掠淮南的人民及土地，但判斷人民會眷戀原居的土地，不會願意遷徙。一旦下令遷移，會令他們恐懼，不同意徙民。曹操後來仍然下令遷移江淮十多萬人，結果導致大半人民如蔣濟所料地逃至吳境。
後蔣濟出使到鄴城，曹操因他對徙民的見解而甚為欣賞蔣，任命他為丹陽太守。後又復任揚州別駕，更下令：「季子為臣，吳宜有君。今君還州，吾無憂耳。」當時有平民誣告蔣濟策劃謀反，但曹操卻斷定消息是假的，可見曹操對蔣濟的信任。蔣濟後被辟為丞相主簿西曹屬。

### 善審軍事
建安二十四年（219年），關羽擊敗曹仁的部將龐德和前往援救的于禁，並圍困襄陽和樊城，一時銳不可擋。曹操見許昌與近荊州，有意讓漢獻帝由許昌遷都他處。蔣濟和司馬懿卻勸阻，更建議讓已對關羽甚不滿的孫權襲取荊州，從而解除對襄樊的圍困，曹操最後採納。孫權果然主動請戰，命呂蒙襲取荊州，更与魏军徐晃等一同擒殺關羽，成功解襄樊之圍。翌年（220年），曹丕繼任魏王，蔣濟任相國長史。同年曹丕稱帝，蔣濟出任東中郎將，後入為散騎常侍。
黃初三年（222年），曹丕大舉攻吳，蔣濟與大司馬曹仁征伐東吳，進攻濡須口，蔣濟領兵攻羨谿用以分散吳軍。當時曹仁打算攻取東吳濡須督朱桓兵士與妻兒所在的中州，蔣濟認為進攻江中州島危險，易被敵軍擊破，提出反對，但曹仁不聽，最終果眞被擊敗，及後因有疫病而撤軍。曹仁戰後旋即逝世，蔣濟再任東中郎將，代領曹仁的軍隊。後來又被徵任為尚書。
黃初六年（225年）冬季，曹丕親自領水陸軍隊到廣陵，臨江閱兵，打算進攻東吳。身為揚州人的蔣濟認為水道會有阻塞，不利行軍，更作《三州論》勸諫，但曹丕不聽，最終戰船都因河道結冰而不能前進。有人建議在當地屯田，蔣濟又以屯田地点靠近淮河和湖泊，當雨季水漲時，容易被東吳軍隊掠奪屯田物資而反對，曹丕聽從，因而撤退。来到精湖，湖水有些干涸，曹丕又將滯留的船隊交給蔣濟处理，蔣濟开凿河道又阻截湖水導流河水，成功將船隻導到淮河中。
太和元年（227年），曹叡繼位，蔣濟獲賜爵關內侯。次年（228年），大司馬、揚州牧曹休被東吳鄱陽太守周魴所誘，率兵進攻皖城，蔣濟認為曹休這次深入東吳，與東吳精兵對抗，而且駐守上游的朱然會從後襲擊，建議不要進攻；但曹休還是繼續前進。及後東吳大都督陸遜領兵迎擊曹休，蔣濟見吳軍有東進之勢，又建議快派援兵援救曹休。不久曹休被擊潰，丟棄大量軍需品後撤，並被東吳進至夾石，曹休在夾石遇到援軍才阻住了東吳的追擊。蔣濟後獲升任中護軍。蒋济担任中护军时，有谣言称“欲求牙门，当得千匹；百人督，五百匹”，意指蒋济受贿。司马懿与蒋济关系友好，曾经因谣言事询问蒋济，蒋济无法辩解，于是开玩笑说：“洛阳集市交易，少一钱都不行。”于是两人相对而笑。後又遷任護軍將軍，加散騎常侍。
太和六年（232年），曹叡打算命平州刺史田豫循海路、幽州刺史王雄循陸路，一起進攻遼東公孫淵，蔣濟卻認為公孫淵尚未有叛亂之心，而且不是大的問題；今天若是攻打，即使攻克也不見得獲得太多好處，反而一旦失敗，會招至公孫淵怨恨。曹叡還是派田豫等進攻，但失敗。

### 自責病死
正始元年（239年），曹芳繼位，轉任領軍將軍，封昌陵亭侯，不久於正始三年七月乙酉日（242年9月1日）升任太尉。
正始十年（249年），太傅司馬懿對曹爽奪權，發動高平陵之變，蔣濟參與兵變，駐兵洛水浮橋。其間桓範出城投奔曹爽，蔣濟則認為桓範雖然聰明，但曹爽一定會因只顧家室而不圖遠謀，不會接納桓範的計謀；蔣濟又寫信給曹爽，力陳司馬懿只是剝奪他權力罷了，勸告他即早交出權力投降。最終曹爽自願交出權力並返回洛陽的邸中，但數月後曹爽被指控謀反，被滅族。蒋济劝司马懿给曹真留下后代，司马懿不肯。事後蔣濟獲進封都鄉侯。但蔣濟因為對曹爽失信，上書拒絕封賞，但不受准許；同年四月丙子日（5月18日）因憤愧發病去世，諡景侯。

## 逸聞
- 曹丕曾下詔給征南將軍夏侯尚說：「你是朕的心腹重將，應當給予你特別的任命（指征南將軍一職）。希望你可以廣施恩德足以令死者享用，實行惠愛令人終身難忘。你可以獨攬威權，擅行賞罰，有殺人或活人的權力。」後來，夏侯尚將這道詔書出示給蔣濟看。蔣濟回到朝廷，曹丕問他：「你在各地聽到和看到的社會風氣、教化都是怎麼樣的？」，蔣濟回答道：「沒有其他善行，只聽到了亡國之語。」，曹丕臉上露出憤怒的表情，問蔣濟這是什麼原因，蔣濟以曹丕頒給夏侯尚的詔書作答：「『作威作福』是《尚書》中明明白白告誡臣子不能做的事情，『天子無戲言』，古人對此非常慎重。請陛下認真考慮。」曹丕這才明白了蔣濟的意思，下令將頒給夏侯尚的詔書追回。[7]在詔書中提到的「作威作福」，意為獨攬威權，擅行賞罰。這句成語的最早出處是《尚書·洪範》中的「惟闢作福，惟闢作威，惟辟玉食。臣無有作福作威玉食。」，按照這句成語最早的解釋，是只有帝王才能行使的權力，而曹丕卻出現了重大筆誤。難怪蔣濟毫不客氣予以指責，曹丕也只能低頭認錯，乖乖將詔書收回了。
- 蔣濟曾立論，說望人的眼睛就知道這個人如何。鍾會五歲時，其父鍾繇派他見蔣濟，蔣濟對他甚為欣賞，更說他「非常人也。」而鍾會本身十分聰明，不僅很年輕就能背誦很多典籍，而且有才數技藝，博學而精練名理。及後又滅蜀立大功。[8]
- 蔣濟的妻子一晚夢見她死去的兒子，說他原本是卿相子孫，但死了卻在陰間任泰山郡的小卒，十分屈辱。又說一個叫孫阿的人即將任陰間的泰山縣令，希望能叫蔣濟告訴孫阿，讓他換個好職位。醒後妻子告訴蔣濟，但蔣濟不信。明晚妻子又夢到亡兒，說他將在太廟迎接新縣令，再次要求蔣濟向孫阿轉達他的願望，更加描述了孫阿的樣貌，勸蔣濟若仍不信，可藉此試一試。妻子醒後再勸蔣濟，蔣濟於是派人找孫阿，果然找到，並且和夢中亡兒所說的一樣。蔣濟於是流淚說：「差點有負我的兒子（幾負吾兒）」又向孫阿陳說一切。但孫阿並不怕死，反而聽到將任官而高興，反倒怕蔣濟所說不準；最終答應了蔣濟所求。不久則傳來孫阿心痛和死去的消息。一個多月後，亡兒再來報夢，說已獲轉任錄事官了。（《搜神記》）
- 為人好酒，被時苗諷刺過。[9]

## 評論
- 陳壽《三國志》評：“程昱、郭嘉、董昭、劉曄、蔣濟才策謀略，世之奇士，雖清治德業，殊於荀攸，而籌畫所料，是其倫也。”
- 曹丕：“卿兼資文武，志節慷慨，常有超越江湖吞吳會之志。”
- 曹叡：“濟才兼文武，服勤盡節，每軍國大事，輒有奏議，忠誠奮發，吾甚壯之。”
- 孫盛：“蔣濟之辭邑（指上疏謝絕誅殺曹爽的封賞），可謂不負心矣。語曰「不為利回，不為義疚」蔣濟其有焉。”
- 裴松之：“济豺獭之譬，虽似俳谐，然其义旨，有可求焉。”
- 叶适：“如刘晔、蒋济之流，区区乎以揣摩徔人者，固至是欤？”
- 郝经：“当是之时，魏有荀彧、荀攸、贾诩、程昱、郭嘉、董昭、刘晔、蒋济、司马懿为之谋，吴有张昭、周瑜、鲁肃、吕蒙、陆逊运其筹。”
- 胡三省：“浅规，谓规图浅攻，不敢深入；吴君臣之为谋，已不逃蒋济所料矣。”
- 王懋竑：“蒋济、高柔、孙礼、王观，皆魏之大臣，激于曹爽专政而辅司马懿以诛爽。爽诛，懿专政，而篡弑之形成矣。济盖深悔之，故发病而没。”“蒋济素有众望，不在陈群之下。”
- 王鸣盛：“诸人皆魏之谋主也，运筹决胜，功绩卓然。”

## 後代
- 子：蔣秀，嗣侯。
- 孫：蔣凱，嗣父蔣秀侯。曹魏末年改封為下蔡子。

## 藝術形象

### 影視
- 1994年電視劇《三國演義》：刘义饰演蒋济
- 2017年電視劇《大軍師司馬懿》：周藝華飾演蔣濟

### 漫畫
- 《蒼天航路》（王欣太）
- 《火鳳燎原》（陳某）:尚未登場，於陳群編寫《曹操兵法》時所提及其有份撰寫其中一篇。

## 延伸阅读
[在维基数据编辑]
 《三國志·卷14》，出自陳壽《三國志》